# 制片人中心制
制片人中心制是电影产业重要的原则，是围绕制片人组织创作班子并由制片人决定最终剪辑的原则。世界电影史上，制片人中心制是1930年代在好莱坞形成并发展起来的。
1930年代，由于华尔街资本深度介入好莱坞，完全导演的职能被分解于制片厂的体制之中，制片人获得了最终剪辑权，职业导演和明星营销，加之以类型化片目，配方式生产的推行，大规模标准化生产在好莱坞形成了行之有效的“制片人中心制”，“明星制”也使明星成为制片商向广大观众推销的“系列化标准商品”。
制片厂制度造就了经典好莱坞的黄金时期，随着内外环境的改变，制片厂遭遇各种困难，制片人中心制也遭到欧洲作者论的批判和挑战，新好莱坞独立制片的出现，使得完全导演职能以导演资本制的形式在好莱坞重生，斯皮尔伯格、乔治·卢卡斯和詹姆斯·卡梅隆等造就了新好莱坞的大片辉煌。
製片人中心制裏導演只是負責把劇本變成畫面，這背後龐大的明星群體，製作團隊，都是由製片人決定。如果在一個成熟製片人中心制體系中，導演甚至沒有剪輯權，拍完就完成工作。後期都由成熟的團隊接力。

## 外部連結
- 电影工业：制片人中心制行吗？ （页面存档备份，存于）
- 《画皮2》首推制片人中心制 （页面存档备份，存于）